# Campionato mondiale militare di scherma 1987
Il Campionato mondiale militare di scherma del 1987 ("1987 World Military Fencing Championships") è stato organizzato dalla Federazione internazionale della scherma e si è svolto a Arnhem in Paesi Bassi dal 18 al 25 maggio.
Nel fioretto, si sono aggiudicati i titoli di campione e campionessa mondiale militare l'italiano Mauro Numa, che ha battuto in finale il tedesco Martin Laser, e la rumena Claudia Grigorescu che ha avuto la meglio sulla rumena Elisabeta Guzganu-Tufan.
Nella spada l'elvetico Michel Poffet ha battuto in finale il francese Patrick Picot, ottenendo il titolo mondiale militare maschile.
Nella sciabola il tedesco Frank Bleckmann prevale sull'italiano Sergio Virgilio.
Nel campionato mondiale militare a squadre maschili, la nazionale tedesca ha prevalso nella finale del fioretto contro l'Italia, mentre la nazionale svizzera ha vinto nella spada contro la formazione rumena, ed infine la nazionale italiana ha avuto la meglio sulla compagine tedesca nella sciabola.
Nel campionato mondiale militare a squadre femminili, la nazionale rumena ha prevalso nella finale del fioretto contro la Svizzera.

## Podi

### Uomini
| Specialità  | Oro                                                           | Argento                                                      | Bronzo                |
| Individuali |                                                               |                                                              |                       |
| Fioretto    | Mauro Numa                                                    | Martin Laser                                                 | Roman Christen        |
| Spada       | Michel Poffet                                                 | Patrick Picot                                                | A. Missio             |
| Sciabola    | Frank Bleckmann                                               | Sergio Virgilio                                              | Alessandro Cecchinato |
| A squadre   |                                                               |                                                              |                       |
| Fioretto    | Germania Roman Christen Martin Laser Christoph Will -         | Italia Carlo Alberto Busi Alessandro Cecchinato Mauro Numa - | Romania -             |
| Spada       | Svizzera Michel Poffet -                                      | Romania -                                                    | Francia -             |
| Sciabola    | Italia Alessandro Cecchinato Stefano Stella Sergio Virgilio - | Germania Frank Bleckmann Oliver Gförer Florian Weiß -        | Portogallo -          |

### Donne
| Specialità  | Oro                                                                    | Argento                 | Bronzo            |
| Individuali |                                                                        |                         |                   |
| Fioretto    | Claudia Grigorescu                                                     | Elisabeta Guzganu-Tufan | Roxana Dumitrescu |
| A squadre   |                                                                        |                         |                   |
| Fioretto    | Romania Roxana Dumitrescu Elisabeta Guzganu-Tufan Claudia Grigorescu - | Svizzera -              | Francia -         |

## Medagliere
| Pos.   | Nazione    | Oro | Argento | Bronzo | Totale |
| ------ | ---------- | --- | ------- | ------ | ------ |
| 1      | Italia     | 2   | 2       | 2      | 6      |
| 1      | Romania    | 2   | 2       | 2      | 6      |
| 3      | Germania   | 2   | 2       | 1      | 5      |
| 4      | Svizzera   | 2   | 1       | 0      | 3      |
| 5      | Francia    | 0   | 1       | 2      | 3      |
| 6      | Portogallo | 0   | 0       | 1      | 1      |
| Totale | Totale     | 8   | 8       | 8      | 24     |